# 橋川聖
橋川 聖（はしかわ きよし、1985年4月4日 - ）は、日本のミュージシャン、歌手、俳優、音楽プロデューサー。大阪府大阪市出身。本名同じ。

## 概要
2012年、固定のサポートメンバーをつけた、ロックバンドスタイルのヴィジュアル系ボーカリストとして、メジャーデビュー。

2015年、30歳を機に、自主レーベルの海外展開と音楽プロデュース業集中のため、制作拠点をアメリカ合衆国（ロサンゼルス・ニューヨーク）移し、活動休止。

2023年、活動再開。

マネジメントは、2020年自身設立のレーベル『HÈLPHABET』(アルファベット)。

## 来歴・活動再開後
2023年
- ラジオレギュラー番組『橋川聖のらじおですねん。』（2023年4月6日 - 、FM愛知/JFN）放送開始[4]。
- 8月7日、Zepp Shinjuku（TOKYO）にて、活動再開。
- 11月13日、名古屋CLUB QUATTRO にて、活動再開後初の地方公演を開催。
- 12月24日、活動再開後初のホールワンマン LINE CUBE SHIBUYA (渋谷公会堂) 開催発表[5]。

2024年
- 1月15日、同ウォームアップギグとして、渋谷CLUB QUATTRO 開催。
- 6月24日、同追加公演として、Shibuya WWW 開催。
- 8月7日、活動再開後初のホールワンマン LINE CUBE SHIBUYA (渋谷公会堂) 開催。
- 9月12日、セカンドホールワンマン 東京国際フォーラムホールC 開催発表[6]。
- 9月29日、地上波の連続テレビドラマ『傀儡の声』（TOKYO MX）金田純平役として、出演[7]。
- 10月21日、同ウォームアップギグとして、Shibuya WWW 開催。
- 12月30日、地上波の連続テレビドラマ『恋学』（TOKYO MX）品川健太郎役として、出演[8]。

2025年
- ラジオレギュラー番組『橋川聖の金曜日の彩』（2025年1月3日 - 、東海ラジオ/ニッポン放送・文化放送）放送開始[9]。
- 4月3日、セカンドホールワンマン 東京国際フォーラムホールC 開催[10]。
同日、初のアリーナワンマン 国立代々木競技場第二体育館 開催と約1万人の総動員規模となる、そのウォームアップギグ『TOKYOWARMUPGIGS』3公演を開催発表[11][12]。
- 09月04日、Zepp Shinjuku（TOKYO）（予定）
- 09月14日、地上波の連続テレビドラマ『ももの唄』（TOKYO MX）草柳一役として、出演（予定）[13]。
- 09月29日、EBISU LIQUIDROOM（予定）
- 12月01日、Kanadevia Hall (TOKYO DOME CITY HALL)（予定）[14]

2026年
- 3月6日、初のアリーナワンマン 国立代々木競技場第二体育館 開催（予定）。

## 出演

### テレビドラマ
- 傀儡の声（2024年、TOKYO MX）- 金田純平 役
- 恋学（2024年、TOKYO MX）- 品川健太郎 役
- ももの唄（2025年、TOKYO MX）- 草柳一 役

### ラジオ
- 山本かおりの渋谷DEもっさんタイム（2020年 - 、渋谷クロスFM）
- 橋川聖のらじおですねん。（2023年 - 、FM愛知/JFN）
- 橋川聖の金曜日の彩（2025年 - 、東海ラジオ/ニッポン放送・文化放送）

## ディスコグラフィ

### アルバム
|     | タイトル | リリース       | 規格   | 販売生産番号 | 収録曲数         | チャート   |
| --- | -------- | -------------- | ------ | ------------ | ---------------- | ---------- |
| 1st | Mirai    | 2018年12月26日 | 12cmCD | POCS-1763    | Mirai / 他 全6曲 | 初登場18位 |

#### 配信シングル
| タイトル                       | リリース      | 備考 |
| ------------------------------ | ------------- | ---- |
| 恋、花火。                     | 2019年8月7日  |      |
| ディアフロム / アレスト        | 2020年4月29日 |      |
| birthday (AS/OF, 202308070936) | 2023年11月1日 |      |